# 帕拉蒂科
帕拉蒂科（義大利語：Paratico），是意大利布雷西亚省的一个市镇。总面积6平方公里，人口4449人，人口密度741.5人/平方公里（2009年）。国家统计（ISTAT）代码为017134。